# Dissipador de energia térmica

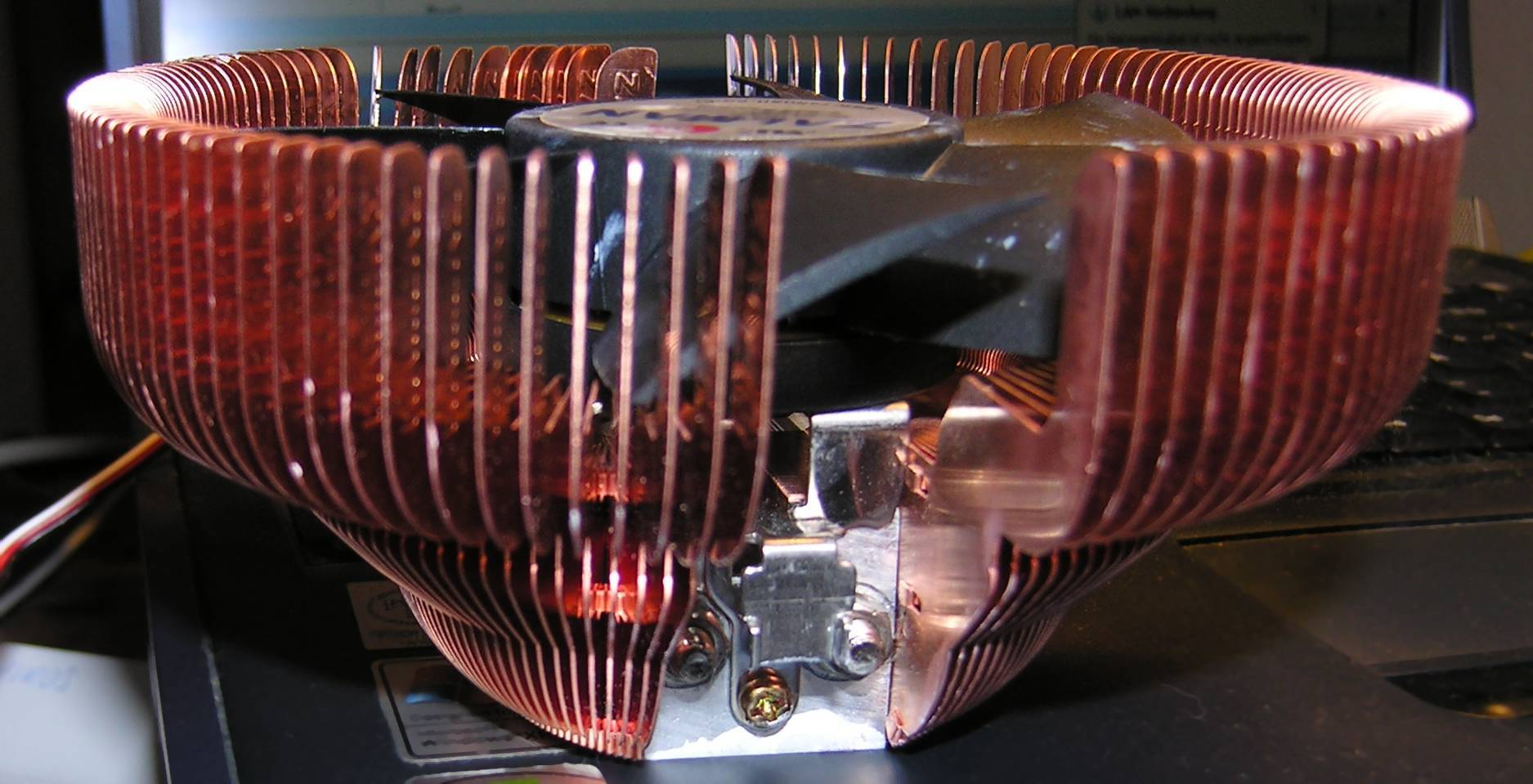
dissipador térmico ativo de cobre em torno de uma ventoinha (cooler) de CPU.

Um dissipador térmico, dissipador de energia térmica ou  promotor de calor, mais conhecido - de forma pouco adequada - por  dissipador de calor, é um objeto de metal geralmente feito de cobre ou alumínio, que, pelo fenômeno da condução térmica, busca maximizar, via presença de uma maior área por onde um fluxo térmico possa ocorrer, a taxa de dissipação térmica - ou seja, de calor - entre qualquer superfície com a qual esteja em contato térmico e o ambiente externo. Dissipadores térmicos têm por objetivo garantir a integridade de equipamentos que podem se danificar caso a expressiva quantidade de energia térmica gerada durante seus funcionamentos não seja deles removida e dissipada em tempo hábil.
Um dissipador térmico é essencialmente usado nos casos em que a fonte de energia térmica implique por si só uma elevada radiância térmica, a exemplo em circuitos eletrônicos com elevado grau de integração ou em componentes de hardware de equipamentos que satisfazem o requisito, como as unidades centrais de processamento de computadores e video games, processadores gráficos, e outros. Em essência, o dissipador busca estabelecer uma maior condutividade térmica entre os sistemas integrados e o ambiente externo de forma que a taxa de dissipação de energia térmica requisitada ao componente não implique, entre o ambiente externo e o interno, uma diferença de temperaturas que possa comprometer a estrutura interna do componente.
Aos dissipadores dotados de uma ventoinha acoplada em suas estruturas dá-se o nome de cooler, sendo esses soluções ativas de refrigeração, enquanto que os dissipadores sem ventoinha são passivos nesse aspecto. Os dissipadores dotados de ventoinhas propiciam a dissipação de energia térmica de forma muito mais eficiente que os dissipadores passivos, que contam apenas com o fenômeno de convecção térmica para auxiliá-los na tarefa.

## Tipos de Dissipadores

### Dissipadores passivos
Os dissipadores passivos não são dotadas de ventoinhas e por isso não tem a capacidade de resfriar superfícies que gerem grande quantidade de calor. Em equipamentos de hardware são usados em chips que geram pouco calor, como chipsets e controladoras. Os mesmos possuem vantagens como não gerar ruído e não consumir eletricidade

### Dissipadores ativos
Dissipadores ativos ou coolers tem uma capacidade de refrigeração muito melhor que o dissipador passivo, já que combinando uma maior área de dissipação e uma corrente de ar passando por essa área, é possível o calor a uma taxa maior. O fluxo intenso de ar junto às lâminas impõe temperaturas mais baixas em suas superfícies e por tal gradientes de temperatura e taxas de calor mais acentuadas do que as obtidas nos dissipadores passivos, que contam apenas com o fluxo de ar induzido pelo fenômeno de convecção térmica para tal propósito. Tem seu uso destinado a componentes que exigem grandes taxas de calor, como os processadores.
O aumento excessivo da temperatura de muitos equipamentos podem fazer os mesmos queimarem. Em processadores, por exemplo, um aumento excessivo de temperatura pode através dos diferentes índices de expansão dos metais, causar microrrupturas na superfície do chip e em seus circuitos, ou em casos extremos sua fusão. O acúmulo de energia térmica e a elevação associada na temperatura podem literalmente derreter os minúsculos circuitos do processador caso não exista um cooler instalado na maioria quase absoluta dos casos, salvo aqueles chips que desenvolvem reduzida potência elétrica, e que por isso não demandam uma solução de refrigeração muito eficiente, como chipsets, processadores de baixíssimo consumo, controladoras, etc.
Entre a superfície de onde origina o calor e o dissipador deve-se utilizar algum elemento que facilite a existência de calor, geralmente uma pasta conhecida como pasta térmica - dado que nenhuma das superfícies são perfeitamente planas. Em virtude da rugosidade microscópica das superfícies, sem a presença da pasta há um grande número de pequenos pontos onde o contato entre as duas superfícies não ocorre de forma eficiente, o que, em termos práticos, diminui a área efetiva de contato, e assim o calor, para o dissipador. A pasta térmica é utilizada com freqüência em componentes de hardware, assim como a fita térmica auto-colante. Estes recursos preenchem as microfraturas existentes do processo de fabricação, tanto do cooler quanto dos shim (capa protetora do die), evitando qualquer espaçamento entre a superfície do chip e a superfície do dissipador de calor.